# Najwa Nimri
Najwa Nimri Urrutikoetxea (Pamplona, 14 februari 1972) is een Spaans actrice en zangeres. Ze zong in de popgroepen Najwajean, Respect en Clan Club voordat ze in 2001 solo ging met het uitbrengen van haar eerste eigen album Carefully. Ze acteerde in onder meer Alejandro Amenábars film Abre los ojos als de jaloerse Nuria, een personage dat Cameron Diaz speelde in de Amerikaanse remake Vanilla Sky.
Nimri is de dochter van een Baskische moeder en een Jordaanse vader. In 2004 kreeg ze met vriend Martìn haar eerste kind, zoon Nabil Teo.

## Filmografie

### Televisie
- Biblioteca Nacional de España: XX1316271
- Bibliothèque nationale de France: cb150386002 (data)
- Catàleg d'autoritats de noms i títols de Catalunya: 981058513687806706
- Gemeinsame Normdatei: 173654673
- International Standard Name Identifier: 0000 0003 6859 0695
- Library of Congress Control Number: nr00039304
- MusicBrainz: c15c1bc7-9157-4f48-94a4-ace062c213fe
- Nationale Bibliotheek van Tsjechië: xx0179032
- Nationale Bibliotheek van Israël: 987007447828505171
- Nationale Bibliotheek van Polen: a0000001862641
- Système universitaire de documentation: 077269047
- Virtual International Authority File: 15881971
- WorldCat: E39PBJtRGk38pd9p9qXmFcqG73